# Glastonbury Market Cross
Glastonbury Market Cross es una cruz de mercado en Glastonbury, Somerset, Inglaterra. Erigida en 1846, fue diseñada por el arquitecto inglés Benjamin Ferrey y es una estructura catalogada de Grado II desde 1950.

## Historia
Reemplazó una estructura anterior de origen de principios del siglo XVI, descrita como "de cierta antigüedad", octogonal con pilares agrupados, una columna central y un techo. Cayó en mal estado y fue demolida alrededor de 1806. Más tarde, en el siglo XIX, T. Porch, el propietario de la abadía de Glastonbury, propuso que se erigiera una nueva cruz de mercado en el mismo sitio. Fue erigido en 1846 bajo la supervisión de Ferrey y fue restaurada por última vez en 2005.

## Diseño
Está construido con piedra de Bath en un estilo gótico perpendicular y tiene una altura de 38 pies. Tiene una base octogonal que sostiene una aguja, que está adornada con trabajos ornamentales y tracería.
Al informar sobre la cruz en 1846, The Gentleman's Magazine la describió como una "estructura elegante" y un "gran adorno para la ciudad" con una "apariencia noble e imponente". Agregaron: "Es de un estilo arquitectónico mixto, concebido sobre el contorno del famoso conducto en Rouen, y de las elegantes cruces de Geddington y Waltham ".